# متلألئة بصيلية
متلألئة بصيلية (الاسم العلمي:Luzula bulbosa) هي نوع من النباتات تتبع جنس المتلألئة من الفصيلة الأسلية.